# Luca Devoti
Luca Devoti (Verona, 2 gennaio 1963) è un velista italiano, vincitore della medaglia d'argento nella vela (classe Finn) ai Giochi olimpici di Sydney 2000.

## Carriera
Oltre alla medaglia olimpica, ha conquistato anche un oro ed un argento ai Campionati europei di vela, divenuto in seguito designer e costruttore di finn, in questa veste le sue imbarcazioni hanno conquistato medaglie ai Giochi olimpici di Atlanta 1996, Sydney 2000 e Atene 2004.
Terminata la carriera di velista solitario di classe finn, Devoti comincia una nuova avventura, ed è skipper di +39 Challenge nella Coppa America 2007.

## Palmarès
| Anno | Manifestazione      | Sede    | Risultato | Gara        | Note  |
| ---- | ------------------- | ------- | --------- | ----------- | ----- |
| 2000 | Giochi olimpici     | Sydney  | Argento   | Classe finn |       |
| 1997 | Campionati mondiali | Danzica | Argento   | Classe finn | [ 3 ] |
| 1994 | Campionati europei  | Çeşme   | Argento   | Classe finn | [ 4 ] |
| 1997 | Campionati europei  | Spalato | Oro       | Classe finn | [ 4 ] |
| 2002 | Campionati europei  | Çeşme   | Argento   | Classe finn | [ 4 ] |